# Helgocystis
Helgocystis is een geslacht van zee-egels uit de familie Pourtalesiidae.

## Soorten
- Helgocystis carinata (A. Agassiz, 1879)